# Otto Ernst Pfleiderer
Otto Ernst Pfleiderer (* 17. Januar 1904 in Ulm; † 6. Februar 1989 in Stuttgart) war ein deutscher Ökonom und Zentralbankpolitiker. Er war Präsident der Landeszentralbank zunächst von Württemberg-Baden, dann ab 1952 von Baden-Württemberg und als solcher maßgeblich an der Einführung der D-Mark beteiligt.

## Familie
Otto Ernst Pfleiderer war Sohn des Stuttgarter Arztes Alfred Pfleiderer (* 1868; † 1945) und seiner Frau Angelika (* 1867; † 1958). Ottos Bruder ist Heinrich Pfleiderer.
Pfleiderer heiratete 1937 die aus Stuttgart stammende Volkswirtin Hildegard Hoffmann (* 1906; † 1970). Gemeinsam hatten sie einen Sohn.

## Leben

### Studium
Pfleiderer begann 1924 im Alter von 18 Jahren das Studium der Volkswirtschaftslehre. Er studierte an den Universitäten Tübingen, Hamburg und Kiel. In Kiel verfasste er 1929/1930 auch seine Dissertation unter dem Titel Die Staatswirtschaft und das Sozialprodukt.

### Zeit des Nationalsozialismus
Nach der Promotion war Pfleiderer Redakteur der Bamberger Zeitschrift Keramos und wurde 1932 Assistent von Alfred Weber am Institut für Sozial- und Wirtschaftswissenschaften der Universität Heidelberg. Nach Webers vorzeitigem Ausscheiden von der Lehrtätigkeit infolge der Machtergreifung der NSDAP in die USA verlor Pfleiderer seine Arbeitsstelle an der Universität. Sein begonnenes Werk Pfund, Yen und Dollar in der Weltwirtschaftskrise konnte er aber durch ein Stipendium der Rockefeller-Stiftung 1937 abschließen.
Anschließend wurde Pfleider für kurze Zeit wissenschaftlicher Mitarbeiter der „Internationalen Konferenz für Agrarwissenschaften“ in Berlin unter der Leitung von Max Sehring.
Von 1937 bis 1945 war Pfleiderer wissenschaftlicher Mitarbeiter der volkswirtschaftlichen Abteilung der Berliner Reichs-Kredit-Gesellschaft. Seinen Zugang zu vertraulichen Materialien über das Ausland nutzte er, um Ökonomen-Kollegen beispielsweise über John Maynard Keynes’ Währungsplan zu informieren.

### Karriere als Zentralbankpolitiker
Nach seiner Flucht aus dem kriegszerstörten Berlin beriet Pfleiderer ab 1945 die Finanzabteilung der US-amerikanischen Militärregierung in Stuttgart. Ebenfalls 1945 wurde er Hauptabteilungsleiter der Abteilung Banken- und Versicherungsaufsicht im neu geschaffenen Finanzministerium des Landes Württemberg-Baden sowie Mitglied des Bankrats der Amerikanischen Besatzungszone.
Zugleich war er als Sachverständiger des Wirtschaftsrats der Bizone am Entwurf des „Gesetzes über die Errichtung der Bank deutscher Länder“ beteiligt. Unter Vorsitz von Ludwig Erhard gehörte Pfleiderer der Expertenkommission Sonderstelle Geld und Kredit bei der Verwaltung der Finanzen der Bizone an.
Im März 1948 wurde Pfleiderer zusätzlich zum Präsidenten der neuen Landeszentralbank von Württemberg-Baden berufen. Als solcher war er Mitglied des Zentralbankrats der Bank deutscher Länder und unter anderem maßgeblich an der Einführung der D-Mark beteiligt.
Nach Gründung des Landes Baden-Württemberg und Zusammenlegung der jeweiligen Landeszentralbanken wurde Pfleiderer Präsident der neuen Landeszentralbank Baden-Württemberg. Diesen Posten füllte er bis 1972 aus.
Ab 1950 arbeitete Pfleiderer für ein Jahr als stellvertretendes Mitglied des Direktoriums der neu gegründeten Europäische Zahlungsunion in Paris. Ihr Ziel war die freie Konvertibilität der Währungen der Mitgliedsländer.
1952 wechselte Pfleiderer als Exekutivdirektor zum Internationalen Währungsfonds in Washington und blieb dort bis 1953.

### Karriere als Wissenschaftler
Pfleiderer erhielt 1947 an der Universität Heidelberg einen Lehrauftrag für Geld und Kredit. 1961 erhielt er dort eine Honorarprofessur. In Heidelberg trat Pfleiderer dem Kuratorium der 1963 gegründeten Deutsch-Israelischen Studiengruppe an der Universität Heidelberg bei.
1965 wurde Pfleiderer Mitglied im Wissenschaftlichen Beirat beim Bundesministerium für Wirtschaft.
Als Mittel gegen Inflation schlug Pfleiderer Indexierungsklausel im langfristigen Kapitalverkehr vor und zog damit Lehren aus dem Versagen der Reichsbank und der Brünings Deflationspolitik während der Weltwirtschaftskrise 1929.

## Ehrungen
- 1957: Ehrensenator der Albert-Ludwigs-Universität Freiburg
- 1952: Ehrensenator der Eberhard Karls Universität Tübingen
- 1970: Bernhard-Harms-Medaille des Instituts für Weltwirtschaft Kiel[4]

## Werke
- Die Staatswirtschaft und das Sozialprodukt. G. Fischer, Jena 1930.
- Pfund, Yen und Dollar in der Weltwirtschaftskrise : Monetäre Konjunkturpolitik in Großbritannien, Japan u. d. Verein. Staaten, ihre volks- u. weltwirtschaftl. Bedeut. Junker u. Dünnhaupt, Berlin 1937.
- Die Mechanik des Kreditvolumens. In: Bankwirtschaft, Nr. 13, 1. Oktober 1943.
- Zur Frage der Konvertibilität der Währung. Commerz- u. Credit-Bank, Frankfurt a. M. 1953.
- Währungsreformen . Herder, Freiburg 1963.
- Währungen. Herder, Freiburg 1963.
- Ziele und Grenzen der Währungspolitik Gabler, Wiesbaden 1980.
- Notenbank und Kapitalmarkt. Knapp, Frankfurt a. M. 1974, ISBN 3-7819-2514-5.
- Betrachtungen zur Stabilitätspolitik. Mohr, Tübingen 1980, ISBN 3-16-343281-6.